# Eau d'Heure
Pour l’article homonyme, voir Eau d'Heure (Ourthe).

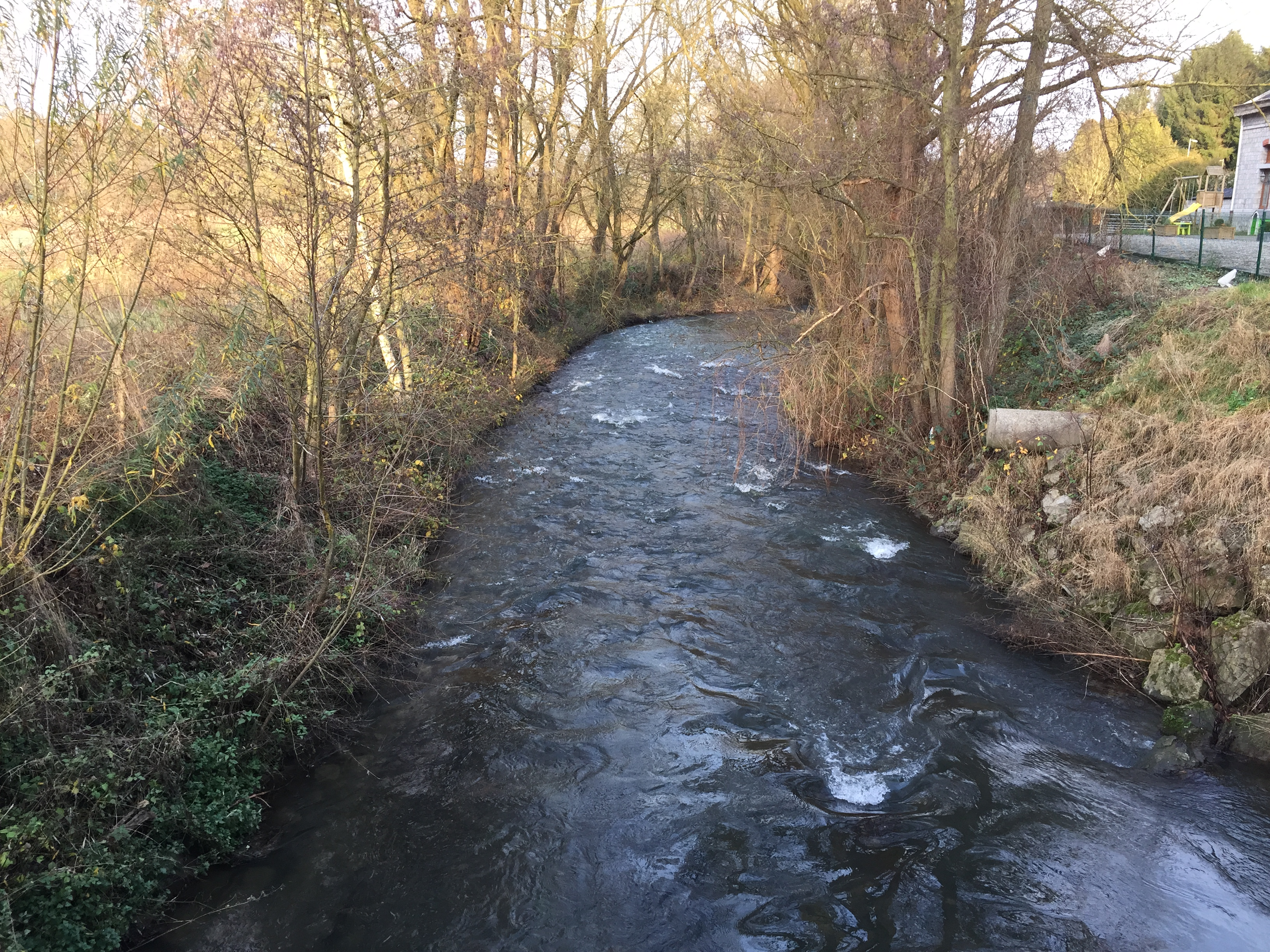
L'Eau d'Heure à Cour-sur-Heure.

L'Eau d’Heure est une rivière de Belgique, affluent en rive droite de la Sambre faisant donc partie du bassin versant de la Meuse. Elle prend sa source dans la Fagne et se jette dans la Sambre à Marchienne-au-Pont. Cette rivière a donné naissance au complexe des Barrages de l'Eau d'Heure.

## Étymologie
Au IXe siècle, l'Eau d'Heure s'appelait « Ur ».

## Géographie
La rivière, d’une longueur de 47,7 km, se jette dans la Sambre à Marchienne-au-Pont après avoir reçu des dizaines d’affluents dont l’Eau d’Yves à Walcourt.
Voici son trajet :
Eau d'Heure, riviérette namuroise-hennuyère. Bassin Wall, par Meuse et Sambre ; profondeur 50 à 150 cm.

Cerfontaine, source dans le bois du Seigneur.
Km — Itinéraire
- 1,2 — confluent du Pré des Bois (d)
- 1,7 — confluent des Vaux (d)
- 1,8 — ponceau du chemin de fer (anciennement)
- 2,7 — village
- 2,7 — confluent de Rowlet (d)
- 3,4 — confluent de la Rosière (g)
- 4,2 — ponceau du chemin de fer (anciennement)
- 4,4 — ponceau du chemin de fer (anciennement)
- 4,7 — confluent du Soumoy (d) — (barrage ou lac de Falemprise)
- 4,7 — limite de Silenrieux
- 4,7 — naissance d'un bras de la rivière (d)
- 5,1 — ponceau du chemin de fer (anciennement)
- 5,5 — confluent de la Fontaine Hubiet (g) à la limite de Boussu-lez-Walcourt
- 6,4 — Silenrieux, confluent de la Plate Taille (g)
- 6,5 — ponceau du chemin de fer (anciennement)
- 6,6 — jonction du bras de la rivière
- 6,9 — ponceau du chemin de fer (anciennement)
- 7,6 — confluent de la Taille aux Truites (g)
- 7,7 — ponceau du chemin de fer (anciennement)
- 8,3 — confluent du Petit Mazarin (g)
- 8,7 — confluent de la Jeanne (d) (Ri jaune)
- 9,0 — confluent du Grand Mazarin (g)
- 9,7 — ponceau du chemin de fer (anciennement)

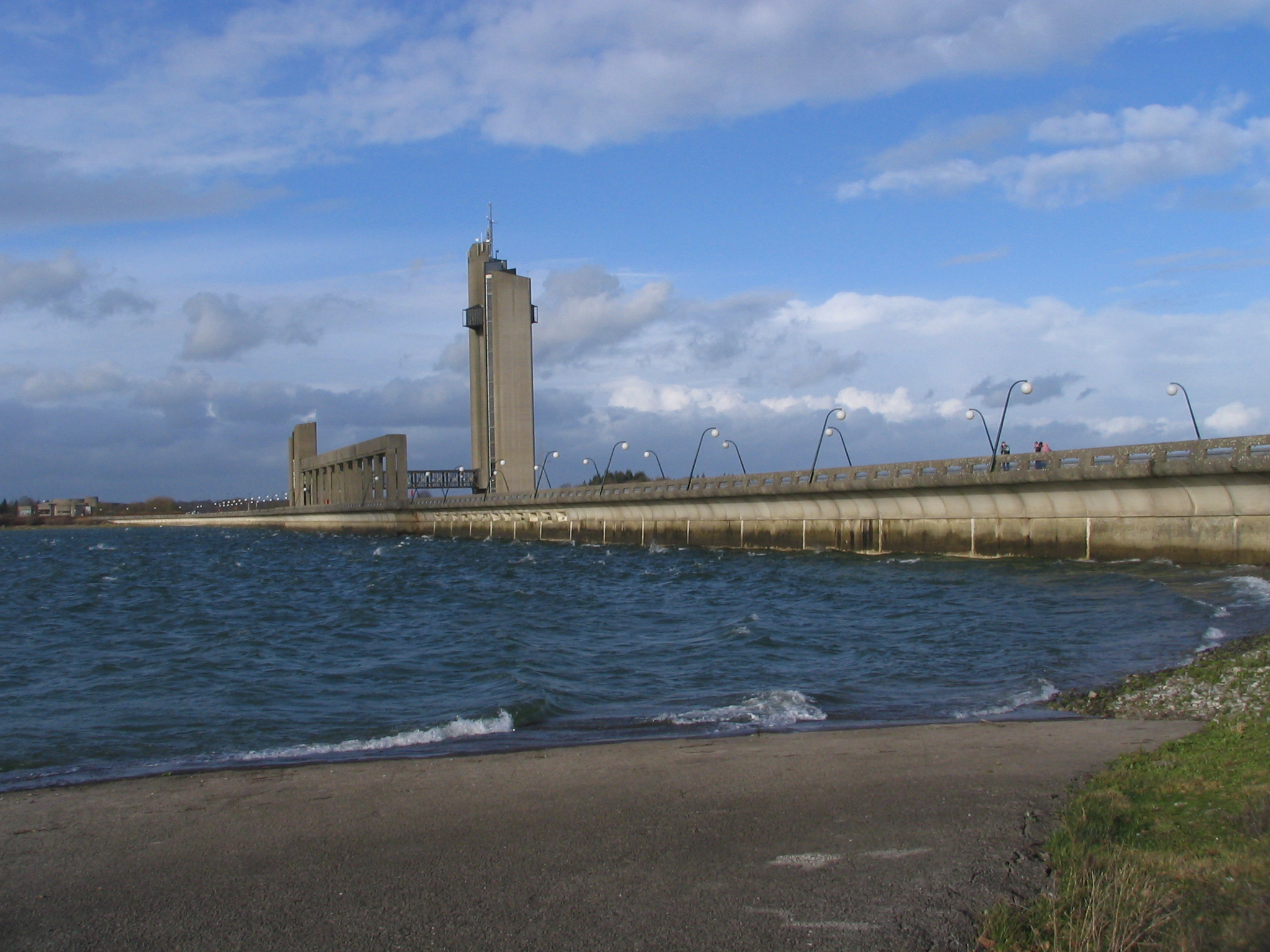
Barrage de la Plate-Taille aux Lacs de l'Eau d'Heure.

- Barrage de la Plate-Taille aux Lacs de l'Eau d'Heure.9,7 — confluent du Boussu-lez-Walcourt (g)
- 10,4 — Silenrieux, ponceau du chemin de fer (anciennement)
- 11,8 — chemin du village
- 11,8 — confluent du Gayot (d)
- 12,6 — étang près de la route
- 13,0 — ponceau du chemin de fer, à la station (anciennement)
- 13,2 — ponceau du chemin de fer (anciennement)
- 13,4 — confluent du Denous (d)
- 13,5 — confluent du Grand Ry (g), à Pisselotte
- 14,0 — Battefer
- 15,6 — ponceau du chemin de fer (anciennement)
- 15,9 — confluent du Gerlimpont (g)
- 16,0 — ponceau du chemin de fer, à la limite de Walcourt (anciennement)
- 17,0 — Walcourt, village
- 17,3 — confluent de l'Yves (d)
- Jet d'eau du barrage de l'Eau d'Heure à Silenrieux.17,5 — ponceau du chemin de fer
- 17,7 — chemin de la station
- 18,9 — limite de Pry

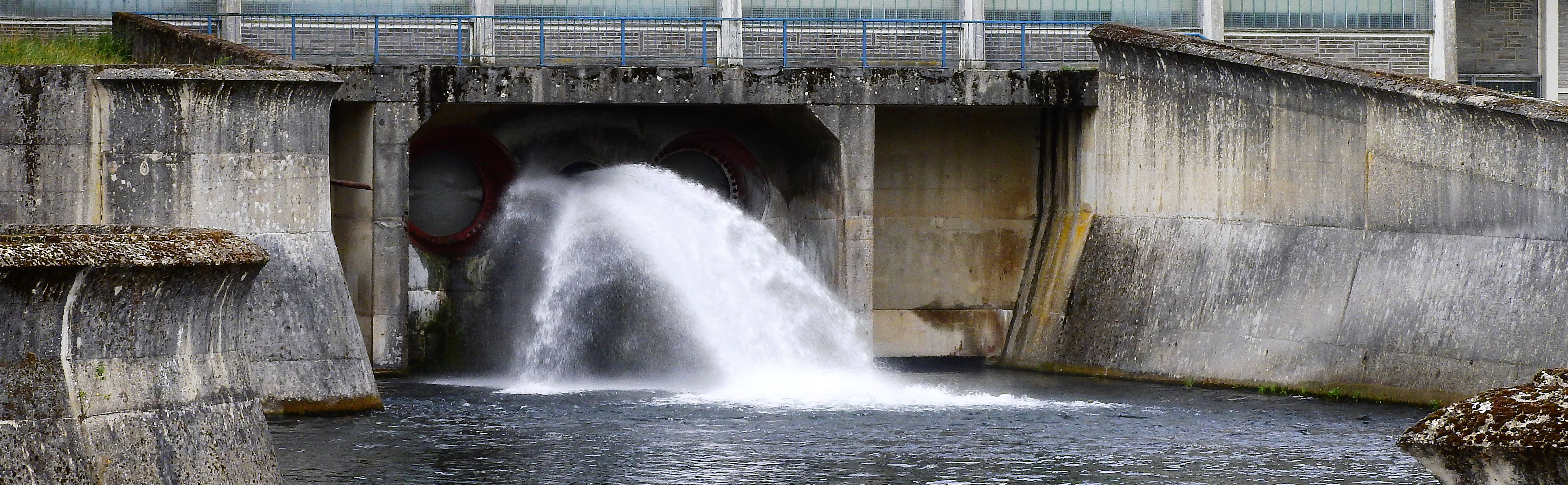
Jet d'eau du barrage de l'Eau d'Heure à Silenrieux.

- 19,1 — Pry, ponceau du chemin de fer
- 19,7 — confluent du Fond des Bois (g)
- 19,9 — ponceau du chemin de fer, au chemin de Tombois
- 20,5 — chemin du village
- 21,3 — ponceau du chemin de fer
- 22,2 — ponceau du chemin de fer
- 23,0 — ponceau du chemin de fer, à la limite de Thy-le-Château
- 24,6 — Berzée, confluent des Longs Prés (g)
- 25,1 — confluent de la Thyria (d), à la station
- 26,4 — bifurcation du chemin de fer
- 26,6 — confluent de la Praile (g)
- 26,7 — limite des provinces de Namur et de Hainaut
- 27,3 — Cour-sur-Heure, chemin du village
- 27,9 — halte du chemin de fer
- 29,5 — confluent du Moulin (d)
- 29,9 — naissance d'un bras de la rivière, à gauche
- 30,0 — ponceau du chemin de fer
- 30,9 — Ham-sur-Heure, moulin de Hameau
- 30,9 — station
- 31,2 — passage du chemin de fer
- 31,8 — jonction du bras de la rivière
- 32,5 — jonction d'un autre bras de la rivière, au village
- 34,1 — ponceau du chemin de fer
- 34,2 — confluent de X... (d)
- 35,4 — confluent du Chêneau (d)
- 35,9 — ponceau du chemin de fer
- 36,1 — limite de Jamioulx
- 37,0 — Jamioulx, ponceau du chemin de fer
- 37,9 — ponceau du chemin de fer
- 38,8 — chemin de la station
- 38,8 — confluent de la Forêt (g)
- 39,6 — moulin de Mon Plaisir
- 40,0 — ponceau du chemin de fer
- 40,0 — confluent du Bernobée (g)
- 40,0 — confluent du Champ (d)
- 40,0 — limite de Montignies-le-Tilleul
- 40,6 — Montignies-le-Tilleul, confluent du Fonterbois (d)
- 40,9 — ponceau du chemin de fer
- 41,3 — station
- 42,6 — ponceau du chemin de fer
- 42,6 — la limite de Mont-sur-Marchienne
- 44,3 — la limite de Marchienne-au-pont
- 45,9 — Mont-sur-Marchienne, chemin de Zône
- 46,2 — ponceau du chemin de fer
- 47,4 — Marchienne-au-Pont, village
- 47,5 — Marchienne-au-Pont, Hôpital Van Gogh
- 47,6 — ponceau du chemin de fer
- 47,7 — embouchure dans la Sambre.

La source de l’Eau d’Heure — à 292,5 m d’altitude, l'un des points culminants de Cerfontaine — est située au centre d’un massif forestier de plusieurs milliers d’ha, qui sépare les bassins de la Sambre, au nord, et celui de la Meuse, au sud. Situées de part et d’autre d’une ligne de faîte, les forêts sont un véritable château d’eau où prennent naissance des dizaines de ruisseaux dont trois rivières plus importantes :
L’Eau d’Heure qui, après 4 km d’un parcours agreste, se retrouve prisonnière du plus grand système de barrages de Belgique, le complexe des Lacs de l’Eau d’heure ;
La Hantes, à moins de 2 km à l’ouest, sur Froidchapelle, à 60 m de la limite de Cerfontaine, toujours sur la même ligne de faîte ;
La Brouffe, enfin, au sud, formée par plusieurs ruisseaux venant de Cerfontaine, Senzeilles et Froidchapelle ; elle reçoit son nom à la limite de Cerfontaine et de Géronsart (Boussu-en-Fagne—Couvin), affluent de l’Eau Blanche, qui un peu plus loin épouse l’Eau Noire pour former le Viroin et rejoindre la Meuse française.
La source est dénommée en wallon : èl’ fontène-mére dè Djerpène soit source principale de l’Eau d’Heure ; Djerpène devrait signifier domaine de Grippa, comme la localité de Gerpinnes.
Sauf en cas de fortes pluies, la source, située au fond d’une petite crique, ne fournit de l’eau qu’une dizaine de mètres ou deux après sa source, à cause d’une captation effectuée en 1906 à quelque 250 m en aval, pour la distribution d’eau dans la localité.
A Cerfontaine, donc à sa source, les habitants avaient l'habitude de dire, à tort, qu’elle doit son nom au fait qu’elle monte d’un mètre en une heure. Si ce phénomène se vérifie, c’est dû au relief accentué du sol et au caractère semi-torrentiel de la rivière.
Son nom pourrait être d’origine pré-celtique[évasif] comme l’Our, l’Aar, et signifier l’eau qui ruisselle.

## Débit
Le débit moyen de la rivière mesuré à Marchienne-au-Pont, entre 1992 et 2001 est de 3,8 m3/s. Durant la même période on a enregistré :
- Un débit annuel moyen maximal de 6,0 m3/s en 2001 ;
- Un débit annuel moyen minimal de 2,4 m3/s en 1996.

## Un projet de canalisation en 1831
Vers la fin du régime hollandais, la Chambre de Commerce de Charleroi présente au roi des Pays-Bas une requête sur l'état de la forgerie en demandant d'imposer fortement l'importation de fers étrangers, en vue de défendre cette industrie. En 1831, ce projet est remanié, on évacue l'idée de nouveaux droits de douane et insiste sur les bas prix des transports. Dans le cadre de « Projets de canaux pour le bassin de la Meuse », un ingénieur propose de créer un canal qui suivrait le cours de l'Eau d'Heure pour relier au Pays Noir la région de Couvin et de Chimay.
Assez bizarrement, le titre donné à sa proposition est « Le canal de Chimay »… Était-ce pour rendre hommage au prince de Chimay qui pouvait être un des instigateurs de la requête au roi Guillaume Ier ou peut-être parce que ledit prince était un personnage marquant de son époque, qui pouvait user de son influence pour la réalisation de ce projet... On ne le sait pas.